# 춘장대해수욕장
춘장대해수욕장(春長臺海水浴場)은 충청남도 서천군 서면 도둔리 400번지에 위치한 해수욕장이다.
푸른 해송과 아카시아 숲이 무성하고 넓은 해변을 가진 서천의 대표적인 해수욕장이다. 홍원항과 마량포구와 인접해 쭈꾸미, 전어 광어 등의 신선한 해산물을 맛볼 수 있으며, 동백꽃으로 유명한 동백정이 있어 볼거리, 먹거리가 풍부하다.서해안고속도로 춘장대 나들목을 통해 접속할 수 있다.

## 참고 자료
- 춘장대해수욕장 - 기상청 일기예보

## 같이 보기
- 춘장대역